# Libanonbahn
| Viadukt bei Chan Murad |                               |                                             |                                             |
| Die breite Linie markiert die Grenze zwischen Libanon und Syrien. |                               |                                             |                                             |
| Streckenlänge: | 144 km                        |                                             |                                             |
| Spurweite: | 1050 mm                       |                                             |                                             |
| Maximale Neigung: | Adhäsion 26 ‰ Zahnstange 72 ‰ |                                             |                                             |
| Minimaler Radius: | 100 m                         |                                             |                                             |
| Zahnstangensystem: | Abt                           |                                             |                                             |
| |                               |                                             |                                             |
| \| \| -3,0 \| Beirut-Maritime (Normalspur seit 1942) \| 5 m ü.d.M \| \| \| -2,0 \| Beirut Port \| Beirut Port \| \| \| 0,0 \| Beirut-St. Michel \| Beirut-St. Michel \| \| \| \| HBT-Linie nach und von Tripoli \| \| \| \| \| Beginn Zahnstange \| \| \| \| 6,3 \| Beirut-Hadath \| Beirut-Hadath \| \| \| \| HBT-Linie nach Haifa (Normalspur seit 1942) \| \| \| \| 8,9 \| Baʿabda \| Baʿabda \| \| \| 11,9 \| Dschamhur \| Dschamhur \| \| \| 16.1 \| ʿAraya \| ʿAraya \| \| \| 20,4 \| ʿAley \| ʿAley \| \| \| 22,0 \| Scheitelpunkt Libanongebirge \| 1487 m ü.d.M \| \| \| 26,4 \| Bhamdun \| Bhamdun \| \| \| 30,5 \| ʿAin Sofar \| ʿAin Sofar \| \| \| \| Moarredsch \| \| \| \| \| Ende Zahnstange \| \| \| \| 37,5 \| Deir al-Beidar \| Deir al-Beidar \| \| \| 40,0 \| Medereische \| Medereische \| \| \| 43,1 \| Mredschatt \| Mredschatt \| \| \| 46,7 \| Dscheidita \| Dscheidita \| \| \| 51,8 \| Said Neil \| Said Neil \| \| \| 55,9 \| Maʿalaqah \| 920 m ü.d.M \| \| \| 65,1 \| Rayak Normal- und Schmalspur \| 945 m ü.d.M \| \| \| \| DHP-Linie nach Aleppo (Normalspur) \| \| \| \| 77,1 \| Yahfufa \| Yahfufa \| \| \| 83,0 \| Grenze Libanon-Syrien \| Grenze Libanon-Syrien \| \| \| \| Scheitelpunkt Anti-Libanon \| 1413 m ü.d.M \| \| \| 84,0 \| Dschisr Remani \| Dschisr Remani \| \| \| 86,5 \| Serghaya \| 1370 m ü.d.M \| \| \| \| ʿAin el-Haur \| \| \| \| \| Bludane \| \| \| \| 97,6 \| Zebedani \| 1200 m ü.d.M \| \| \| \| Bukein \| \| \| \| 101,0 \| Modaya \| Modaya \| \| \| 109,8 \| Teqieh \| 1110 m ü.d.M \| \| \| \| \| \| \| \| 114,3 \| Souq Wadi Barada \| 980 m ü.d.M \| \| \| \| Birelahia \| \| \| \| \| Deirkanun \| \| \| \| 123,1 \| Ain Fidsché \| 830 m ü.d.M \| \| \| 126,0 \| Achrafie \| Achrafie \| \| \| 129,6 \| Dscheideide Al Qadi \| Dscheideide Al Qadi \| \| \| 133,5 \| El Hamé \| 760 m ü.d.M \| \| \| 136,8 \| Dummar \| Dummar \| \| \| 141,0 \| Mezze \| Mezze \| \| \| 143,5 \| Damaskus-Barramqe \| Damaskus-Barramqe \| \| \| \| Hauranbahn nach Muzeirib \| \| \| \| \| ab Ersten Weltkrieg \| \| \| \| 144,5 \| Damaskus-Kanawat \| 691 m ü.d.M \| \| \| \| Hedschasbahn Richtung Medina \| \| |                               |                                             |                                             |
| Kopfbahnhof Streckenanfang (Strecke außer Betrieb) | -3,0                          | Beirut-Maritime (Normalspur seit 1942)      | 5 m ü.d.M                                   |
| Bahnhof (Strecke außer Betrieb) | -2,0                          | Beirut Port                                 | Beirut Port                                 |
| Bahnhof (Strecke außer Betrieb) | 0,0                           | Beirut-St. Michel                           | Beirut-St. Michel                           |
| Abzweig geradeaus, nach links und von links (Strecke außer Betrieb) |                               | HBT-Linie nach und von Tripoli              | HBT-Linie nach und von Tripoli              |
| |                               | Beginn Zahnstange                           |                                             |
| Bahnhof (Strecke außer Betrieb) | 6,3                           | Beirut-Hadath                               | Beirut-Hadath                               |
| Abzweig geradeaus und nach rechts (Strecke außer Betrieb) |                               | HBT-Linie nach Haifa (Normalspur seit 1942) | HBT-Linie nach Haifa (Normalspur seit 1942) |
| Bahnhof (Strecke außer Betrieb) | 8,9                           | Baʿabda                                     | Baʿabda                                     |
| Bahnhof (Strecke außer Betrieb) | 11,9                          | Dschamhur                                   | Dschamhur                                   |
| Spitzkehrbahnhof links (Strecke außer Betrieb) | 16.1                          | ʿAraya                                      | ʿAraya                                      |
| Spitzkehrbahnhof rechts (Strecke außer Betrieb) | 20,4                          | ʿAley                                       | ʿAley                                       |
| Kulminations-/Scheitelpunkt (Strecke außer Betrieb) | 22,0                          | Scheitelpunkt Libanongebirge                | 1487 m ü.d.M                                |
| Bahnhof (Strecke außer Betrieb) | 26,4                          | Bhamdun                                     | Bhamdun                                     |
| Bahnhof (Strecke außer Betrieb) | 30,5                          | ʿAin Sofar                                  | ʿAin Sofar                                  |
| Bahnhof (Strecke außer Betrieb) |                               | Moarredsch                                  | Moarredsch                                  |
| |                               | Ende Zahnstange                             |                                             |
| Bahnhof (Strecke außer Betrieb) | 37,5                          | Deir al-Beidar                              | Deir al-Beidar                              |
| Bahnhof (Strecke außer Betrieb) | 40,0                          | Medereische                                 | Medereische                                 |
| Bahnhof (Strecke außer Betrieb) | 43,1                          | Mredschatt                                  | Mredschatt                                  |
| Bahnhof (Strecke außer Betrieb) | 46,7                          | Dscheidita                                  | Dscheidita                                  |
| Bahnhof (Strecke außer Betrieb) | 51,8                          | Said Neil                                   | Said Neil                                   |
| Bahnhof (Strecke außer Betrieb) | 55,9                          | Maʿalaqah                                   | 920 m ü.d.M                                 |
| Bahnhof (Strecke außer Betrieb) | 65,1                          | Rayak Normal- und Schmalspur                | 945 m ü.d.M                                 |
| Abzweig geradeaus und nach links (Strecke außer Betrieb) |                               | DHP-Linie nach Aleppo (Normalspur)          | DHP-Linie nach Aleppo (Normalspur)          |
| Bahnhof (Strecke außer Betrieb) | 77,1                          | Yahfufa                                     | Yahfufa                                     |
| Grenze (Strecke außer Betrieb) | 83,0                          | Grenze Libanon-Syrien                       | Grenze Libanon-Syrien                       |
| Kulminations-/Scheitelpunkt (Strecke außer Betrieb) |                               | Scheitelpunkt Anti-Libanon                  | 1413 m ü.d.M                                |
| Bahnhof (Strecke außer Betrieb) | 84,0                          | Dschisr Remani                              | Dschisr Remani                              |
| Bahnhof (Strecke außer Betrieb) | 86,5                          | Serghaya                                    | 1370 m ü.d.M                                |
| Bahnhof (Strecke außer Betrieb) |                               | ʿAin el-Haur                                | ʿAin el-Haur                                |
| Bahnhof (Strecke außer Betrieb) |                               | Bludane                                     | Bludane                                     |
| Bahnhof (Strecke außer Betrieb) | 97,6                          | Zebedani                                    | 1200 m ü.d.M                                |
| Bahnhof (Strecke außer Betrieb) |                               | Bukein                                      | Bukein                                      |
| Bahnhof (Strecke außer Betrieb) | 101,0                         | Modaya                                      | Modaya                                      |
| Bahnhof (Strecke außer Betrieb) | 109,8                         | Teqieh                                      | 1110 m ü.d.M                                |
| Tunnel (Strecke außer Betrieb) |                               |                                             |                                             |
| Bahnhof (Strecke außer Betrieb) | 114,3                         | Souq Wadi Barada                            | 980 m ü.d.M                                 |
| Bahnhof (Strecke außer Betrieb) |                               | Birelahia                                   | Birelahia                                   |
| Bahnhof (Strecke außer Betrieb) |                               | Deirkanun                                   | Deirkanun                                   |
| Kopfbahnhof Strecke bis hier außer Betrieb | 123,1                         | Ain Fidsché                                 | 830 m ü.d.M                                 |
| Bahnhof | 126,0                         | Achrafie                                    | Achrafie                                    |
| Bahnhof | 129,6                         | Dscheideide Al Qadi                         | Dscheideide Al Qadi                         |
| Kopfbahnhof Strecke ab hier außer Betrieb | 133,5                         | El Hamé                                     | 760 m ü.d.M                                 |
| Bahnhof (Strecke außer Betrieb) | 136,8                         | Dummar                                      | Dummar                                      |
| Bahnhof (Strecke außer Betrieb) | 141,0                         | Mezze                                       | Mezze                                       |
| Bahnhof (Strecke außer Betrieb) | 143,5                         | Damaskus-Barramqe                           | Damaskus-Barramqe                           |
| Abzweig geradeaus und nach rechts (Strecke außer Betrieb) |                               | Hauranbahn nach Muzeirib                    | Hauranbahn nach Muzeirib                    |
| Strecke (außer Betrieb) |                               | ab Ersten Weltkrieg                         | ab Ersten Weltkrieg                         |
| Spitzkehrbahnhof links (Strecke außer Betrieb) | 144,5                         | Damaskus-Kanawat                            | 691 m ü.d.M                                 |
| Strecke (außer Betrieb) |                               | Hedschasbahn Richtung Medina                | Hedschasbahn Richtung Medina                |

Die Libanonbahn war eine schmalspurige Eisenbahnlinie mit 1050 mm Spurweite, die ab dem 3. August 1895 Damaskus mit Beirut verband.

## Geschichte
Sie war nach der Hauranbahn die zweite Bahn auf dem Gebiet des heutigen Syrien (damals Vilâyet Syrien) und die erste Bahn im Bereich des späteren Libanon (damals Mutesarriflik Libanonberg). Beide Staaten waren damals Teil des Osmanischen Reichs.
Die französische Société des Chemins de fer Ottomans economiques de Beyrouth-Damas-Hauran (BDH) war ab 1891 Inhaberin einer Konzession für die Strecke. Die Bauarbeiten wurden von Société de construction des Batignolles ausgeführt, Geldgeber war die Ottomanische Bank, die Strecke wurde am 3. August 1895 eröffnet.

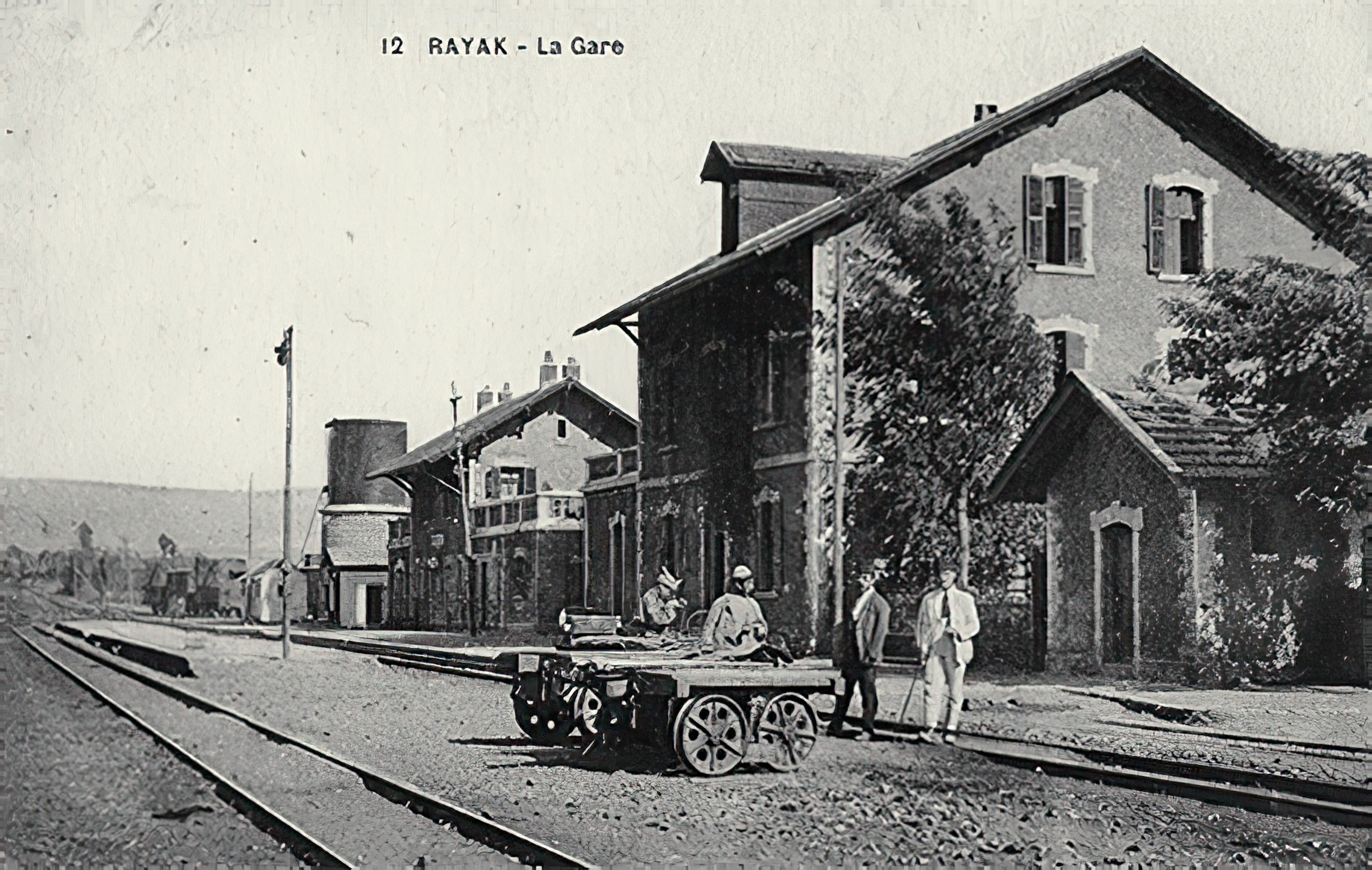
Bahnhof Rayak, wohl um 1920

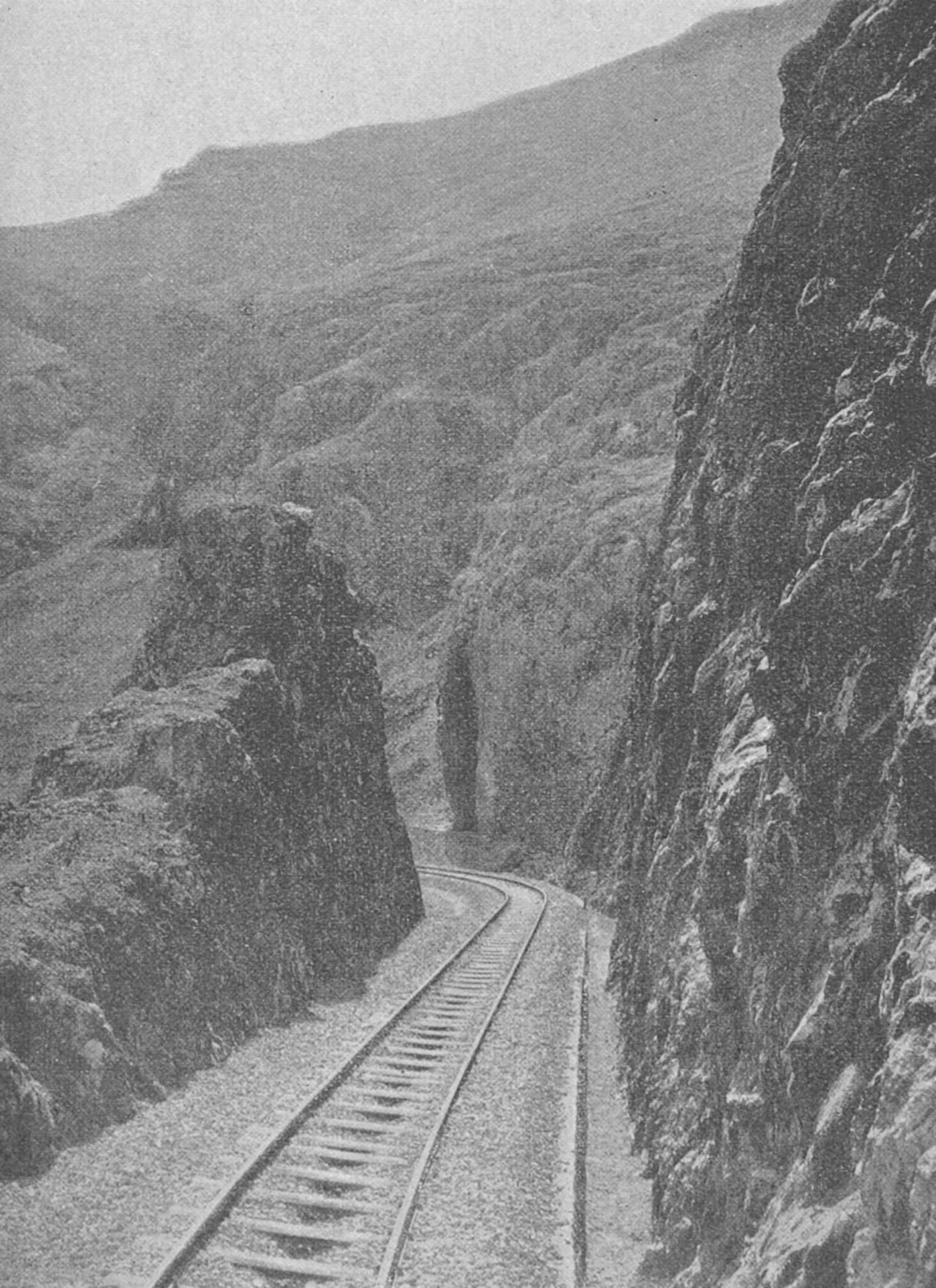
Streckenabschnitt zwischen Teqieh und Souq Wadi Barada

Die BDH firmierte ab 1900 aufgrund der Konzessionserweiterung um eine Strecke in Richtung Norden, die von Damaskus über Homs und Aleppo nach Birecik führen sollte, als Société Ottomane du Chemin de fer de Damas-Hamah et prolongements (DHP).
Ab 1906 hatte die Bahn in Rayak Anschluss nach Aleppo und dort an die Bagdadbahn. Diese Strecke wurde, um technisch den Anschluss an die Bagdadbahn herzustellen, in Normalspur ausgeführt. In Rayak mussten wegen der unterschiedlichen Spurweiten alle Güter umgeladen werden und alle Fahrgäste umsteigen. Diese umständliche Prozedur wurde erst 1982 durch die Fertigstellung einer direkten, normalspurigen Strecke zwischen Homs und Damaskus beendet. Spätestens zu diesem Zeitpunkt wurde auch die Verbindung Rayak – Homs (– Aleppo) aufgegeben.
Nach dem Syrisch-Libanesischen Feldzug britischer Kräfte im französischen Völkerbundmandat für Syrien und Libanon erbauten 1941/1942 australische und südafrikanische Einheiten entlang der levantinischen Küste die Bahnstrecke Haifa–Beirut–Tripoli (HBT-Linie) in Normalspur, wozu auch die Strecken der schmalspurigen Libanonbahn im Raum Beirut umgespurt wurden.

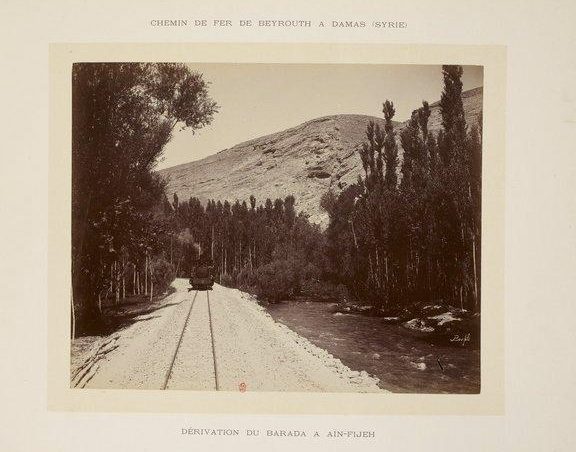
Streckenabschnitt am Barada in ʿAin al-Fīǧa, 1895

Die Libanonbahn wurde während des libanesischen Bürgerkriegs zwischen 1975 und 1990 auf libanesischer Seite zerstört. Auf syrischer Seite lief der Betrieb zunächst bis zum Grenzbahnhof Serghaya weiter, verfiel aber im Laufe der Jahre immer mehr. Schließlich wurde im Stadtgebiet von Damaskus die Schienenverbindung zu den Gleisen der Hedschasbahn unterbrochen, so dass ein Inselbetrieb entstand. Der Verkehr wurde immer weiter reduziert und bestand lediglich aus einem touristischen Wochenendverkehr zwischen den Bahnhöfen El Hamé (km 12), wo auch die Fahrzeuge abgestellt wurden, Dschudeidet Al Qadi und Ain Fidjé (km 22). Der Bürgerkrieg in Syrien hat den Verkehr – ebenso wie den Eisenbahnverkehr im gesamten Land – zum Erliegen gebracht.

## Technik

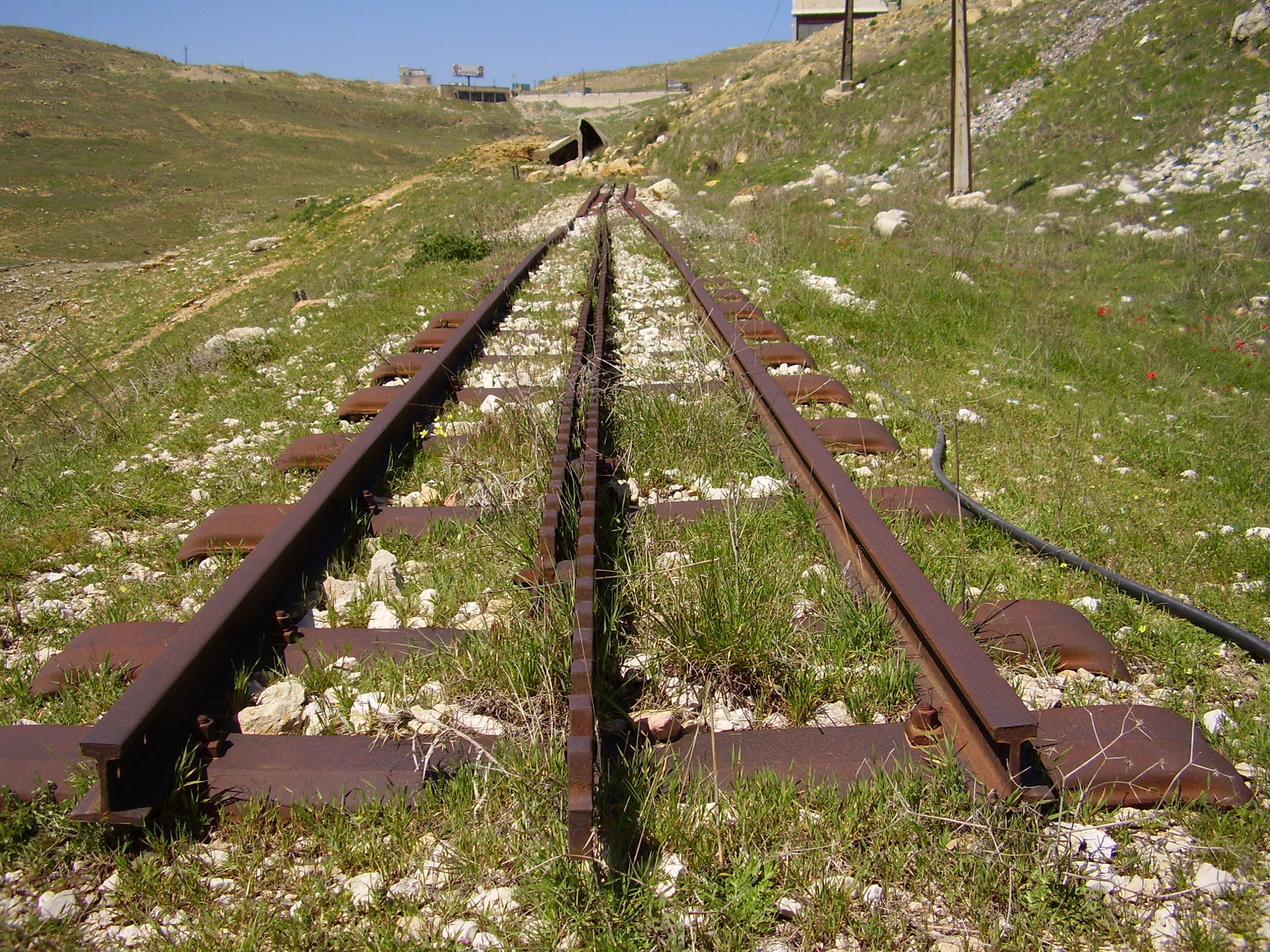
2007 noch vorhandener Gleisabschnitt mit Zahnstange

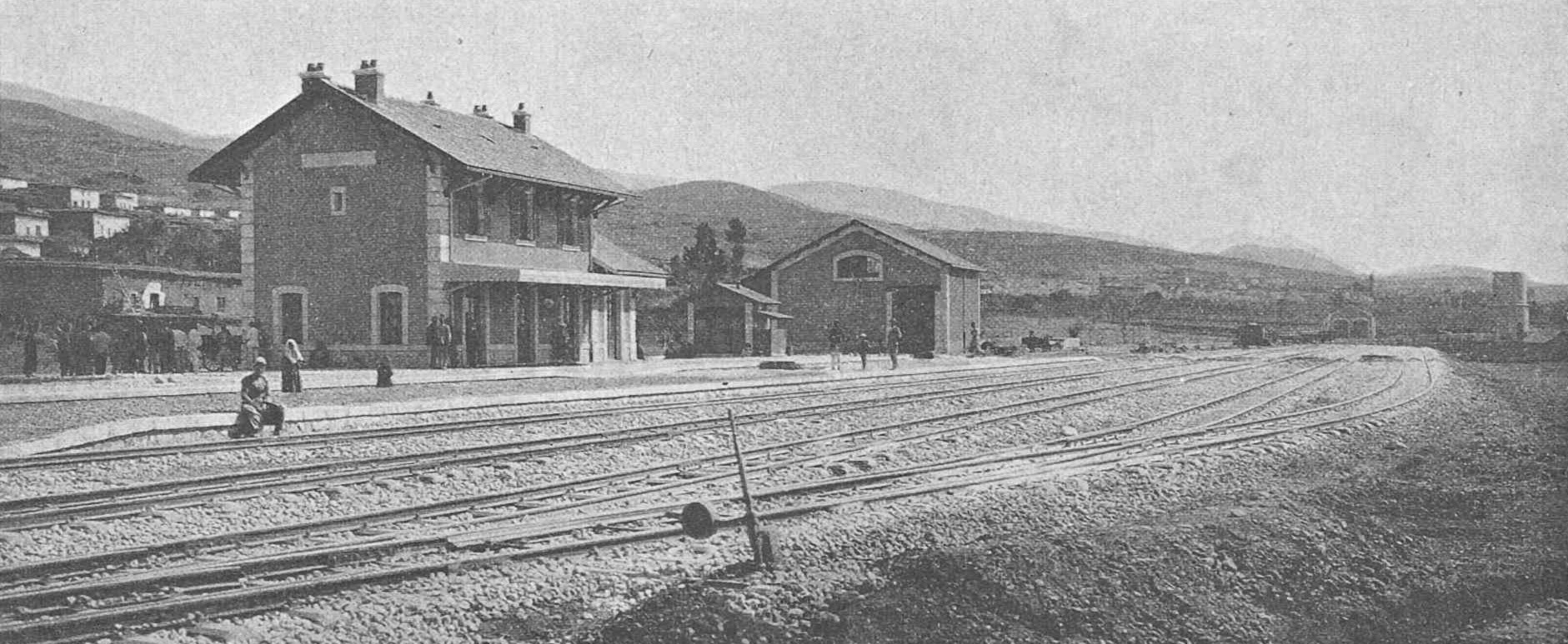
Bahnhof Maʿalaqah, wo Zahnrad- und Adhäsionslokomotiven sich ablösten, 1896

Die Strecke überquerte das Libanongebirge und den Anti-Libanon, was technisch sehr anspruchsvoll war. Es mussten Spitzkehren und 35 km Zahnstangen-Abschnitte eingeplant werden. Die Bahn wurde in der seltenen Spurweite von 1050 mm angelegt, die nur im Nahen Osten eingesetzt wurde.
Die erreichbaren Geschwindigkeiten und die zulässige Zuglast waren aufgrund dieser technischen Gegebenheiten eng begrenzt, was die Kapazität der Bahn entsprechend reduzierte. Die Anhängelast in Richtung Damaskus wurde auf 80 Tonnen festgelegt, während sie in der Gegenrichtung 100 Tonnen betrug.

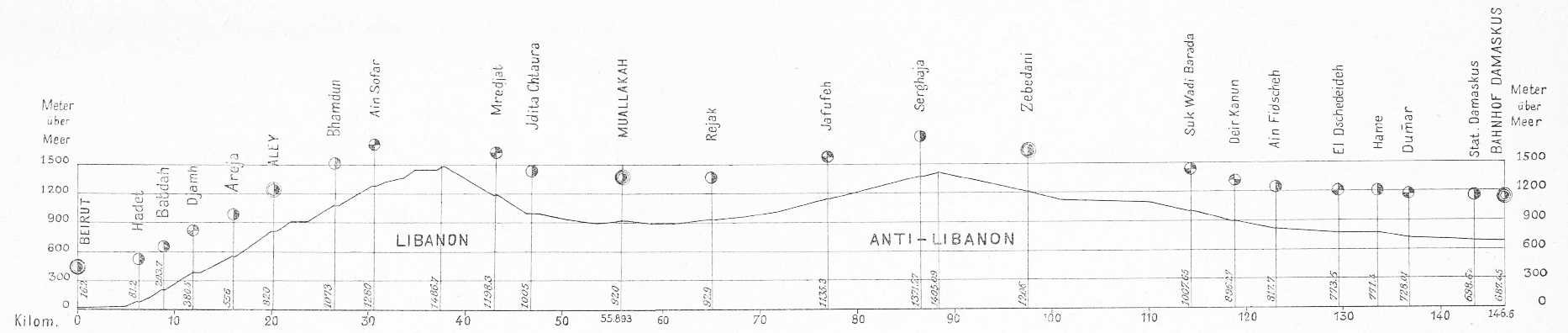
Längenprofil der Bahnstrecke Beirut–Damaskus

In Damaskus endete die Bahn zunächst zusammen mit der Hauranbahn im Bahnhof Barramqe. Die Hedschasbahn, die ebenfalls in der Spurweite 1050 mm gebaut wurde, erhielt aufgrund der Konkurrenzsituation zur Hauranbahn vor dem Ersten Weltkrieg keine Gleisverbindung zur Libanonbahn. Nach dem Ersten Weltkrieg endete die Libanonbahn ebenfalls im Bahnhof Damaskus-Kanawat der Hedschasbahn.

### Lokomotiven
Die bei der Schweizerischen Lokomotiv- und Maschinenfabrik (SLM) beschafften Lokomotivtypen hatten sich bei einer Reihe von Bahngesellschaften bewährt. Die ersten Maschinen wurden bereits für den Bau der Adhäsionsstrecke benötigt. Sie mussten daher zerlegt und mit Wagen über das Libanongebirge geschafft werden. Die erste Lokomotive wurde Ende 1893 fertiggestellt.
Die Tenderlokomotiven für gemischten Adhäsions- und Zahnradantrieb entsprachen einer von der SLM entwickelten Standardbauart mit zwei Zylinderpaaren und getrennten Triebwerken für Adhäsions- und Zahnradantrieb. Die Laufachse unter dem Führerstand ermöglichte ein optimales Adhäsionsgewicht, da bei abnehmenden Wasser- und Kohlevorräten vor allem die Laufachse entlastet wurde und sich das Adhäsionsgewicht kaum verringerte. Die Triebzahnräder waren in einem eigenen Rahmen zwischen der mittleren und vorderen Adhäsionsachse angeordnet. Die hintere der beiden Zahnradachsen wurde von den zwei Innenzylindern angetrieben und war mit der vorderen durch ein Kuppelstangenpaar verbunden. Wegen des geringen Platzes wurden für beide Zylinderpaare Steuerungen nach dem System Joy gewählt. Die Maschinen waren mit Vakuumbremse, Gegendruckbremse und je einer auf alle Triebachsen wirkenden und die beiden Antriebszahnräder arbeitenden mechanischen Bremse ausgestattet.
|                      | Zahnradlokomotiven               | Zahnradlokomotiven               | Zahnradlokomotiven               | Adhäsionslokomotiven |
| -------------------- | -------------------------------- | -------------------------------- | -------------------------------- | -------------------- |
| Abbildung            |                                  |                                  |                                  |                      |
| Baureihe             | B                                | A                                | S                                |                      |
| Betriebsnummern:     | 1–12                             | 31–37                            | 301–307                          | 51–56                |
| Anzahl:              | 121)                             | 7                                | 7                                | 6                    |
| Bauart:              | Czz1' n4t                        | Dzz1' n4t                        | Ezz h4vt                         | 1'C n2t              |
| Hersteller:          | SLM Winterthur                   | SLM Winterthur                   | SLM Winterthur                   | SLM Winterthur       |
| Baujahr:             | 1893, 1896, 1904                 | 1906                             | 1924, 1926, 1940                 | 1893                 |
| Fabriknummern:       | 841–848, 985–987, 1585,1) 1586   | 1741–1745, 1774–1775             | 2966–2967, 3123–3125, 3720–3721  | 849–854              |
| Fester Radstand:     | 3000 mm                          | 4350 mm                          | 3000 mm                          | 2800 mm              |
| Gesamtradstand:      | 5250 mm                          | 6350 mm                          | 5100 mm                          | 5000 mm              |
| Laufraddurchmesser:  | 750 mm                           | –                                | –                                | 750 mm               |
| Triebraddurchmesser: | 1030 mm                          | 910 mm                           | 910 mm                           | 1050 mm              |
| Durchmesser Zahnrad: | 688 mm                           | 688 mm                           | 688 mm                           |                      |
| Leergewicht:         | 33,0 t                           | 42,0 t                           | 45,3 t                           | 30,7 t               |
| Dienstgewicht:       | 44,0 t                           | 57,2 t                           | 59,0 t                           | 40,0 t               |
| Adhäsionsgewicht:    | 34,0 t                           | 57,2 t                           | 59,0 t                           | 30,0 t               |
| Zugkraft:            | Adhäsion: 50 kN Zahnrad: +50 kN  |                                  |                                  | 50 kN                |
| Zylinderdurchmesser: | 380 mm                           | Adhäsion: 440 mm Zahnrad: 380 mm | Adhäsion: 490 mm Zahnrad: 380 mm | 380 mm               |
| Kolbenhub:           | Adhäsion: 500 mm Zahnrad: 450 mm | Adhäsion: 500 mm Zahnrad: 450 mm | Adhäsion: 500 mm Zahnrad: 450 mm | 550 mm               |
| Kesselüberdruck:     | 12 Atm.                          | 12 Atm.                          | 13 Atm.                          | 12 Atm.              |
| Rostfläche:          | 1,63 m²                          | 2,1 m²                           | 2,3 m²                           | 1,4 m²               |
| Heizfläche Total:    | 95,80 m²                         | 131,5 m²                         | 132 m²                           | 80,4 m²              |
| Wasservorrat:        | 5,0 m³                           | 6,6 m³                           | 6,0 m³                           | 4,6 m³               |
| Kohlevorrat:         | 2,5 t                            | 3,6 t                            | 3,5 t                            | 2,0 t                |

1) Die ursprüngliche Lokomotive Nr. 2 wurde am 12. April 1904 bei einem Unfall, bei dem der Zug entlief, zerstört und durch eine neue Lokomotive mit derselben Betriebsnummer ersetzt.

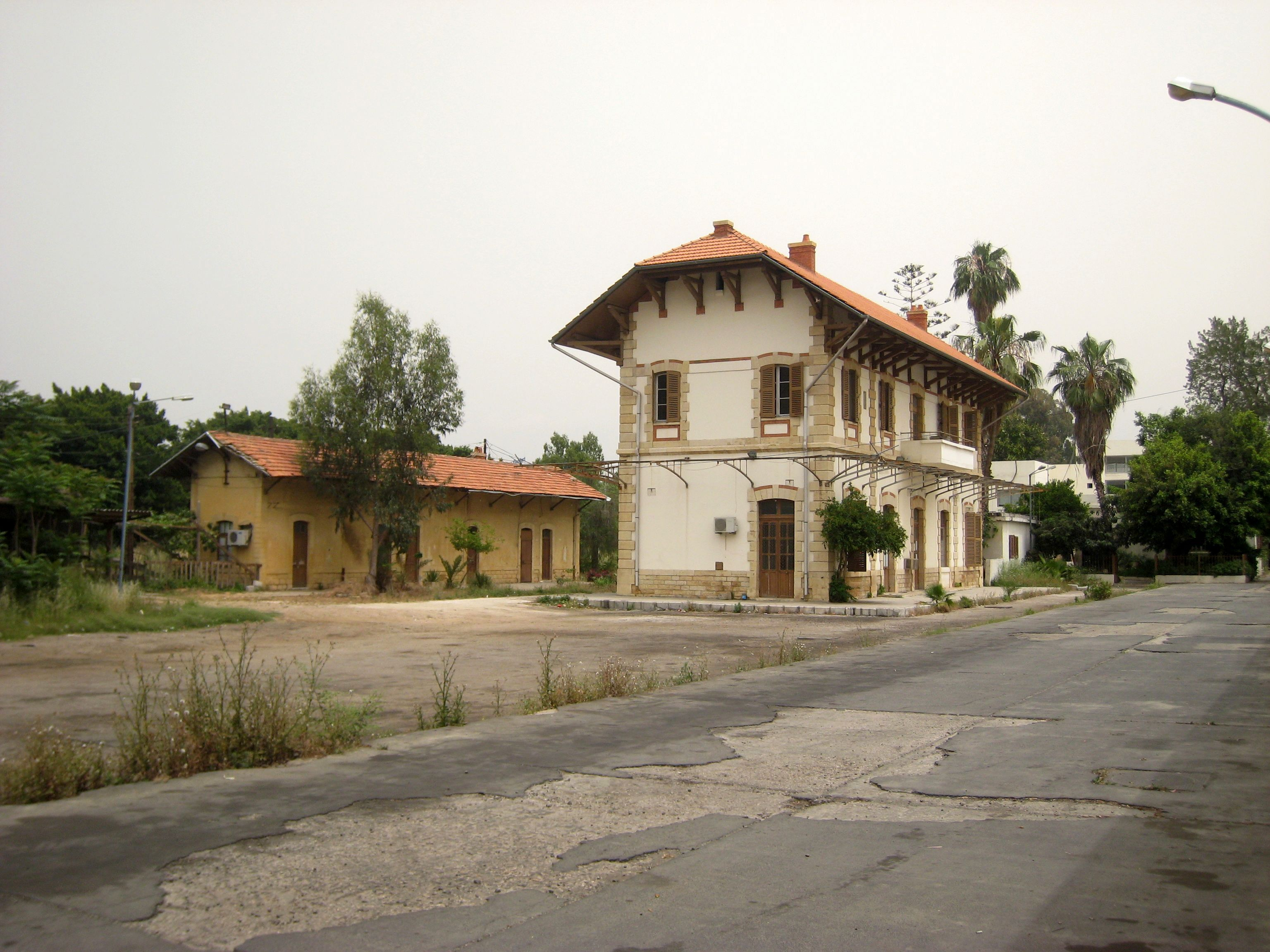
Ehemalige Empfangsgebäude in Beirut, 2007

## Strecke

Bahnhof Beirut, Gleisseite, um 1900

Die Bahn begann im Hafen von Beirut und führte in die Stadt. Die ersten fünf Kilometer außerhalb Beiruts verlaufen in einer fruchtbaren Ebene, die nur wenige Meter über dem Meeresspiegel liegt. Danach begann der Aufstieg mit einer Steigung von meist 70 Promille bis zur Wasserscheide im Libanongebirge in der Höhe von 1487 Meter über Meer, der nur auf kurzen Abschnitten durch 25 Promille steile Adhäsionsstrecken unterbrochen war. In Araya und Aley halfen Spitzkehren beim Überwinden des Höhenunterschieds. Nach einem kurzen Tunnel auf dem Scheitelpunkt hatte die Trasse zunächst ein Gefälle von bis zu 60 Promille, das mit Hilfe der Zahnstange überwunden wurde. Später reichte der Adhäsionsantrieb aus, um bis zum Bahnhof al-Maʿalaqah am Rande der Bekaa-Ebene zu gelangen, der auf 920 Metern Meereshöhe lag.
In al-Maʿalaqah fand in der Regel der Lokomotivwechsel statt, wobei die Zahnradlokomotiven durch Adhäsionslokomotiven abgelöst wurden. Die Bahn machte einen Bogen nach Norden, um den Anti-Libanon über einen günstig gelegenen Bergsattel auf 1413 Metern über Meer zu überqueren. Da die Steigungen maximal 25 Promille betrugen, genügte der Adhäsionsbetrieb. Nach 146 Kilometern erreichten die Züge die syrische Hauptstadt Damaskus auf 687 Meter über Meer, nachdem sie insgesamt 2033 Höhenmeter überwunden hatten.